# Preferencias de color

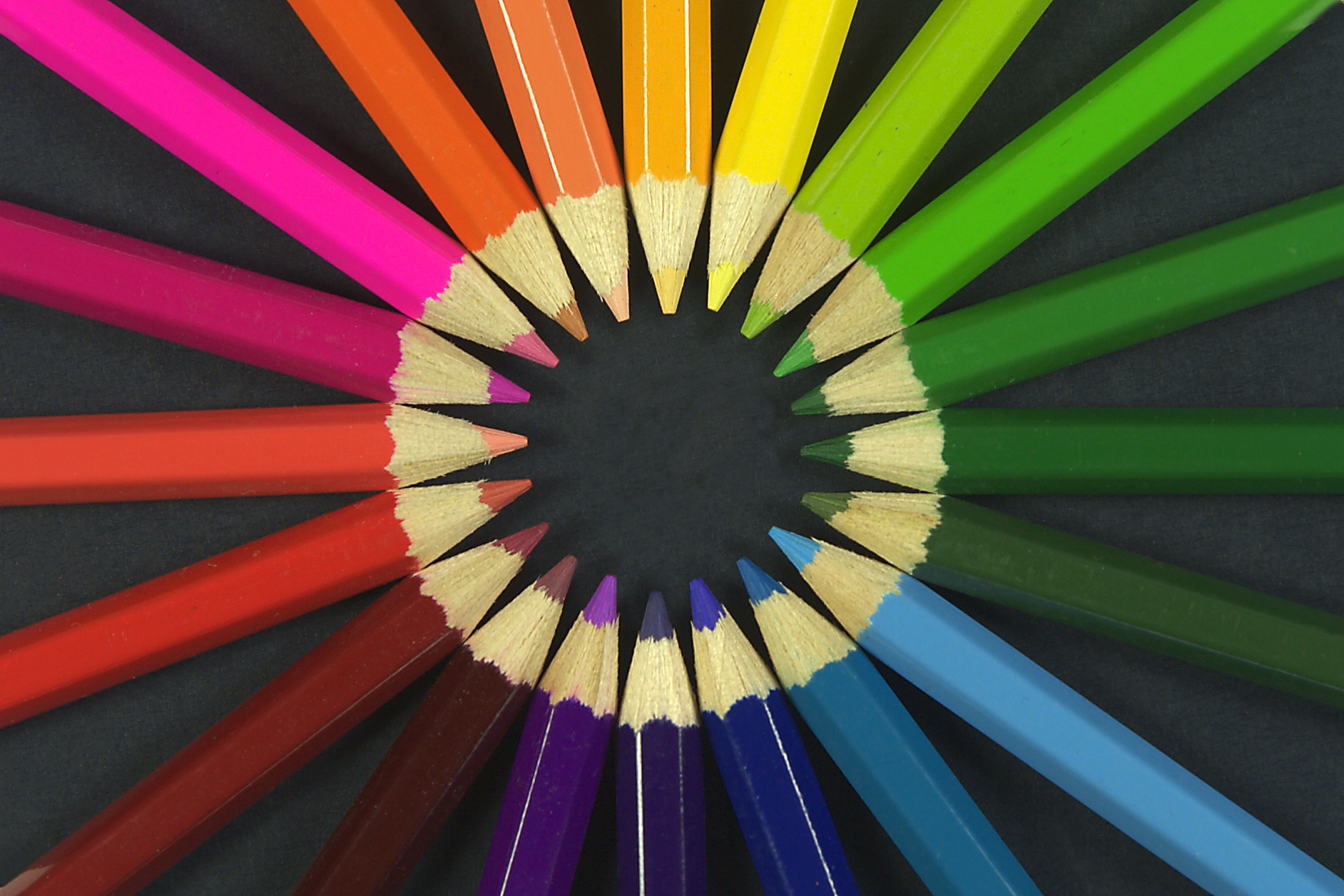
La preferencia de un color es un aspecto que estudia la psicología.

En la psicología del color, la preferencia de color es la tendencia de un individuo o un grupo a preferir algún color sobre otros, incluyendo un color favorito. Cada día se da más importancia a los estudios de psicología del color debido a su importancia comercial: venta de productos, decoración, etcétera.

## Introducción
En general, las personas tenemos una conexión con cierto tipos de colores debido a experiencias relativa a esos colores. Los niños que pintan los animales de color púrpura en la guardería preferirán el color púrpura en la edad adulta. Esto también puede tener influencias negativas. En un estudio con alumnos de la Universidad de Berkeley encontraron que preferían los colores azul y dorado (los colores del equipo de la universidad) y que detestaban el rojo y blanco (los colores del equipo rival de Stanford).

## Preferencias de color en niños
La edad en la que los niños empiezan a mostrar una preferencia por el color es alrededor de las 12 semanas. La percepción del color en los niños entre 3 y 5 años es un indicador de su estado de desarrollo. Las preferencias de colores tienden a cambiar con la edad. Un estudio reciente ha hecho referencia a que la preferencia por los colores podría venir relacionada con el aprendizaje asociativo.

## Preferencias de color en distintas sociedades
Los favoritismos de colores varían ampliamente entre las distintas sociedades. Frecuentemente, la sociedad genera un impacto directo sobre la preferencia de colores. En Estados Unidos el color azul se asocia a la tristeza, el negro al luto y el amarillo a la fortuna. En China el rojo indica suerte, mientras que en Nigeria y Alemania significa justo lo contrario.
Algunos ejemplos notables incluyen al blanco, que simboliza la muerte y el duelo en el Este Asiático mientras que simboliza la pureza y la felicidad en Australia, Nueva Zelanda y los EE. UU. El azul, el color corporativo por excelencia en los EE. UU., es percibido como frío y maligno (“evil”) en el Este de Asia, pero simboliza la calidez en Holanda, la frialdad en Suecia, la muerte en Irán y la pureza en India. El azul simboliza alta calidad, confianza y fiabilidad en EE. UU., Japón, Corea y China.
El verde representa peligro o enfermedad en Malasia pero envidia en Bélgica y los EE. UU. En otras connotaciones, el verde simboliza amor, felicidad, buen gusto y aventura en Japón, sinceridad, confianza y fiabilidad en China y buen gusto y aventura en EE. UU.
El rojo significa falta de suerte en Chad, Nigeria y Alemania, pero suerte en China, Dinamarca y Argentina. Demuestra ambición y deseo en India, y amor en China, Corea, Japón y EE. UU. El amarillo simboliza calidez en EE. UU. pero infidelidad en Francia. Está asociado con envidia y celos en Alemania y Rusia, mientras que representa felicidad, buen gusto, lealtad y confianza en China.
El púrpura es el color del amor en China, Corea del Sur y EE. UU. pero simboliza furia y envidia en México, pecado y temor en Japón.